# Faema (wielerploeg)

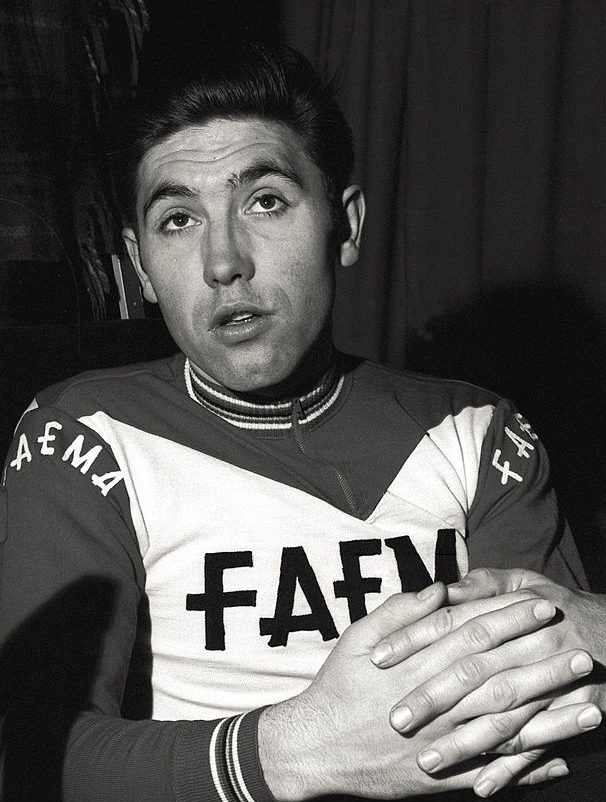
Eddy Merckx in 1969

Faema, al sinds 1945 een Italiaanse producent van espresso- en koffiemachines opgericht door Carlo Ernesto Valente, was vooral bekend als hoofdsponsor van de Italiaanse wielerploeg met een grote Belgische en Spaanse inbreng, actief van 1955 tot 1969. 

## Historiek
De Italiaan Learco Guerra was de eerste ploegleider én de naamgever van Faema-Guerra. De Belg Lomme Driessens kwam daar bij in 1956. Onder hun leiding behaalde de Belg Rik Van Looy vele successen. Hij won in zes jaar vier van de vijf wielerklassiekers, tweemaal Gent-Wevelgem, tweemaal Parijs-Brussel, Parijs-Tours (1959) en tweemaal het wereldkampioenschap wielrennen.
In 1962 en 1963 werden de teams van Faema en Flandria samengevoegd. In 1964 verdween Faema als sponsor in het peloton, maar het zou enkele jaren later terugkomen, en niet zonder succes.
Onder leiding van de Italiaan Marino Vigna en wederom Lomme Driessens reed de Faema-ploeg in 1968 onder Italiaanse licentie. Vanaf 1968 reed Eddy Merckx voor de ploeg, die in 1970 verderging als Faemino-Faema voordat Faema zich weer terugtrok uit de wielrennerij. Voor de Italianen won Merckx de Giro (1968, 1970) en de Tour (1969, 1970). In zijn tweede jaar bij de ploeg volgde winst in Milaan-San Remo, de Ronde van Vlaanderen en Luik-Bastenaken-Luik. Een jaar eerder was hij ook al de sterkste in Parijs-Roubaix, net als in 1970. In de schaduw van Merckx behaalde Guido Reybrouck zeges in Parijs-Tours en de Amstel Gold Race. Ploeggenoot Vittorio Adorni won in Imola de werelditel. Roger Swerts was de sterkste van het Kampioenschap van Zürich in 1969, terwijl met Patrick Sercu er ook een wereldkampioen sprint op de baan in de ploeg reed.
In 1978 en 1979 was Faema nog cosponsor van de Bianchi-ploeg van Giancarlo Ferretti. In 1978 won Johan De Muynck namens deze ploeg de Giro d'Italia. Andere renners in deze twee jaren waren Silvano Contini, Knut Knudsen en Rik Van Linden. Felice Gimondi reed sinds 1973 voor Bianchi.

### Naamswijzigingen
- 1955: Faema-Guerra
- 1956: Faema-Guerra
- 1957: Faema-Guerra
- 1958: Faema-Guerra-Clément
- 1959: Faema-Guerra
- 1960: Faema
- 1961: Faema
- 1962: Faema-Flandria
- 1963: Faema-Flandria
- 1964: Faema
- 1968: Faema
- 1969: Faema